# USS Rabaul (CVE-121)
USS Rabaul (CVE-121) – lotniskowiec eskortowy typu Commencement Bay, który został zbudowany dla United States Navy.

## Historia
Stępkę pod USS „Rabaul” położono 2 stycznia 1945 roku w stoczni Todd Pacific Shipyards w Tacoma (Waszyngton), zwodowano go 14 czerwca 1945 roku, ukończono przez Commercial Iron Works w Portland (Oregon) i dostarczono do United States Navy 30 sierpnia 1946 roku. USS „Rabaul” został nazwany od miasta Rabaul, strategicznie ważnego portu na Pacyfiku podczas II wojny światowej.
Przyjęty do 19 Floty (Flota Rezerwowa Pacyfiku), USS „Rabaul” zacumował w Tacoma, nie podejmując żadnej aktywnej służby. Lotniskowiec został tam zatrzymany we wczesnych latach zimnej wojny i służył jako rezerwa mobilizacyjna na wypadek wojny ze Związkiem Radzieckim. Przeklasyfikowany jako CVHE-121 w czerwcu 1955 roku, został przeniesiony do San Diego Group Floty Rezerwowej Pacyfiku w czerwcu 1958 roku i przeklasyfikowany na AKV-21 w maju następnego roku. Pozostał w rezerwie w San Diego do 1 września 1971 roku, kiedy to skreślono go z Naval Vessel Register. USS „Rabaul” został sprzedany 25 sierpnia 1972 roku firmie Nicolai Joffe Corporation z Beverly Hills (Kalifornia) w celu złomowania w rejonie zatoki San Francisco w Richmond (Kalifornia), dawnej stoczni Kaiser Shipbuilding Yard nr 3. 
Krótko przed złomowaniem wykorzystano go w końcowych scenach filmu Siła magnum (1973), z Clintem Eastwoodem w roli głównej. 